# 로크리스
로크리스(현대 그리스어: Λοκρίς, Locris)는 중앙그리스 주의 고대 지명이다. 주요 도시로는 오퍼스가 있다.

## 개요
동부 에우보이아섬 쪽을 로크리스 오푼티아(Lokris Opountia), 서부 코린트 만 쪽을 로크리스 오졸리스(Lokris Ozolis)라고 구분한다. 원래는 동부 에우보이아섬 건너편 지역만 로크리스라고 불렀으며, 이 지역에 살았던 로크리스 인(로크로이, Lokroi)은 오일레우스 왕의 아들 작은 아이아스가 이끄는 군대로서 《일리아스》에도 등장한다. 당시는 서쪽 코린트 만 쪽을 포키스라고 불렀으며, 이 땅에 거주하고 있던 포키스 인 역시 그리스 군대의 일각으로 《일리아스》에 등장한다.
기원전 680년 경에 이탈리아반도에 진출해 그리스인 최초의 식민 도시 로크로이 에피제퓌리오이(Lokroi Epizephyrioi)를 현재 이탈리아 로크리에 건설했다. 이 식민 도시는 기원전 660년 무렵에 그리스 사회로서는 처음 성문법전을 가지고 있었다.
이후에 서부의 포키스 인이 로크리스에 침입하면서 집단이 혼잡해지게 됨으로써 상기와 같이 광의의 로크리스 인으로 통합되었다. 이 로크리스 인들은 동등한 권리를 가지면서 동서 두 지역으로 나뉘어 살고 있었지만, 펠로폰네소스 전쟁에서는 서로 교전하게 되는 처지에 놓이게 된다.